# Aleksey Zagornyi
Aleksey Zagornyi (en russe : Алексей Сергеевич Загорный ; né le 31 mai 1978 à Iaroslavl) est un athlète russe, spécialiste du lancer du marteau.

## Carrière
Finaliste à Berlin 2009, il remporte la médaille de bronze au tout dernier lancer, avec 78,09 m.

## Palmarès
| Date | Compétition                          | Lieu          | Résultat | Performance |
| ---- | ------------------------------------ | ------------- | -------- | ----------- |
| 2001 | Universiade                          | Pékin         | 4e       |             |
| 2002 | Championnats d'Europe                | Munich        | 11e      | 77,01 m     |
| 2009 | Championnats du monde                | Berlin        | 3e       | 78,09 m     |
| 2009 | Finale mondiale                      | Thessalonique | 4e       | 77,26 m     |
| 2010 | Coupe d'Europe hivernale des lancers | Arles         | 3e       | 75,58 m     |
| 2012 | Championnats d'Europe                | Helsinki      | 2e       | 77,40 m     |

## Records
Sa meilleure performance est de 83,43 m, réalisée à Adler le 10 février 2002. 